# Tom Zakrajsek
Tom Zakrajsek (Garfield Heights, Ohio, Estados Unidos; 10 de diciembre de 1963) es un entrenador estadounidense de patinaje artístico sobre hielo. Como patinador de nivel sénior, tuvo participación en competiciones nacionales. Entrena a atletas de patinaje individual en el club de patinaje de Broadmoor en Colorado Springs, Estados Unidos. 

## Trayectoria
Nació en diciembre de 1963, en Garfield Heights, Ohio; estudió en el Colegio Estatal de Misuri y tiene una maestría en ciencias. Tiene dos hermanas y un hermano; su esposa Susan es profesora y tienen una hija y un hijo. Zakrajsek comenzó a patinar a los siete años de edad. Entrenó en varias ciudades como Detroit y Denver con Norma Sahlin como su entrenadora principal por muchos años. Compitió en la categoría de patinaje individual masculino y ganó el título júnior en una competición regional en 1979, en 1986 ganó un título en nivel sénior en una competición regional. Participó en el Campeonato Nacional de Estados Unidos en cinco ocasiones, en nivel júnior en 1983 y cuatro veces en nivel sénior. Cambió al patinaje de parejas con su compañera Sheila Nobles, participaron en el Campeonato Nacional de 1985. Una vez retirado del patinaje competivivo, Zakrajsek comenzó una gira de espectáculo sobre hielo con Disney on Ice. Inició su trabajo como entrenador de patinaje en 1991 en Saint Joseph, Misuri y más adelante se mudó a su sede actual, el club de patinaje Broadmoor en Colorado Springs. En 2009 fue nombrado por la PSA como mejor entrenador del año y fue nominado en 2011. Algunos de sus alumnos son y han sido: Max Aaron, Jeremy Abbott, Ryan Bradley, Joshua Farris, Rachael Flatt, Alexe Gilles, Kaja Hanevold, Alexandra Kamieniecki, Austin Kanallakan, Ann Patrice McDonough, Brandon Mroz, Andrei Rogozine y Agnes Zawadzki. Sus alumnos más destacados y reconocidos son Mirai Nagasu, Vincent Zhou, You Young, Kim Ye-lim, Camden Pulkinen y Ting Cui.